# إذاعة إمارات إف إم

Emarat FM

إذاعة إمارات FM هي محطة إماراتية تابعة لشبكة أبو ظبي للإعلام انطلقت في 1 ديسمبر 1995، ذات طابع خليجي شبابي غنائي ترفيهي هادف، وهي  إحدى محطات شبكة أبوظبي الإذاعية، وتسعى إلى جمع المجتمع الخليجي ليستــمع إلـى ما يجسد تراثه وفنونه وإبداعاته.

## الشعار
تسمع وكأنك ترى

## البرامج
- الميلس
- احلى صباح
- بس يومين
- من هني و هناك

## روابط خارجية
- الموقع الرسمي لإمارات اف ام